# Union sportive de la médina d'Alger (basket-ball)
Dernière mise à jour : 11 mars 2024.
L'Union Sportive Médina d'Alger (section Basket-ball), est l'une des nombreuses sections du CSA/USMA, club omnisports basé à Alger.

## Histoire

### Fondation et premières années
L'USM Alger a ouvert ses portes à d'autres disciplines sportives telles que la boxe, le basket-ball et le cyclisme. Les activités continuent leur chemin grâce au dévouement d'Abdelkader Omrani, Mohamed Abdelhamid et Abdelkader Cherchari. Dans le cadre de ses efforts pour développer ses infrastructures sportives, la direction et les membres de l’USM Alger (USMA) ont transformé un ancien bâtiment délabré situé rue de Bône (actuelle rue Mohamed Belouizdad) en une salle de sport moderne et polyvalente. La nouvelle installation comprenait un terrain de basket-ball, un ring de boxe, divers agrès de gymnastique, des vestiaires, des douches, des toilettes ainsi qu’un cabinet médical. À l’étage, des salles de réunion ont été aménagées pour les besoins administratifs du club.
Le 22 août 1947, le club a organisé une réception en l’honneur de la presse locale, incluant une visite guidée de la nouvelle salle suivie d’un thé d’honneur. À cette occasion, M. Zenaqi, l’un des dirigeants du club, a déclaré que ce projet ne constituait qu’une première étape dans un plan plus large de modernisation des infrastructures de l’USMA, invitant les présents à l’inauguration officielle prévue pour le 31 août 1947. 
En 1956, la direction centrale du Front de libération nationale décide de cesser toutes les activités sportives des clubs musulmans. Une réunion se tient au cercle de l'USMA, rue de Bône, pour décider de l'arrêt du football. Elle se tient sous la présidence d'Ali Cherifi, vice-président de l'USMA et responsable des finances de la Zone autonome d'Alger (ZAA). Deux des premiers responsables de la ZAA font alors partie de l'USMA. Il est à noter que Muhammad Hattab plus connu sous le nom de Habib Reda, qui dirigeait le réseau d'attentats à la bombe au sein de la région autonome et qui fut condamné à mort, était un basketteur de l'USM Alger. Le 15 janvier 1957, l'USM Alger cesse de participer aux championnats en raison de la guerre d'Algérie, où la Fédération française de basket-ball l'annonce dans le journal officiel.

### Les succès de l’USM Alger après l’indépendance
Durant les années 1960, l’USM Alger s’impose comme l’une des références du basket-ball algérien. Dans la foulée de l’indépendance, le club construit une équipe talentueuse et soudée, qui va marquer de son empreinte le championnat national. Entre 1965 et 1969, l’USMA décroche à plusieurs reprises le titre de champion d’Algérie, s’illustrant par un jeu collectif solide et une défense rigoureuse. Portée par des joueurs emblématiques tels que Houbi, Lamari, Zenir, Bonischot ou Chaour, l’équipe domine ses rivaux sur le parquet. Le titre conquis en 1968-1969 vient confirmer la suprématie de l’USMA dans le basket algérien de l’époque, prolongeant une série entamée au milieu des années 1960. Cette période restera comme l’un des âges d’or de la section basket du club
Au fil des décennies, la Coupe d'Algérie a offert plusieurs moments marquants dans l’histoire de la section basket de l'USM Alger. Bien que l’équipe ait souvent été parmi les meilleurs clubs du pays, son parcours en finale de coupe a connu quelques revers. En 1988-1989, l’USMA atteint la finale après un beau parcours, mais s’incline face au MC Alger. Le club revient en finale en 1996, mais perd cette fois contre le prestigieux WA Boufarik. En championnat, les résultats sont plus modestes, avec plusieurs saisons passées en deuxième division, sans parvenir à s’imposer durablement parmi l’élite. Malgré ces difficultés, l'USM Alger reste un acteur incontournable du basket national, s’appuyant sur un riche héritage, notamment lors des périodes dorées des années 1960 et 1980.
L’équipe féminine de basket-ball de l'USM Alger a connu une histoire riche sur la scène nationale, notamment durant les années 1980 et le début des années 1990, en s’imposant comme l’un des meilleurs clubs du basket féminin algérien. Le club a remporté le Championnat National 1 à trois reprises en 1969, 1986 et 1991, confirmant ainsi sa place parmi l’élite. L’équipe féminine a également décroché la Coupe d’Algérie à deux reprises, en 1979 et 1986, tout en atteignant plusieurs finales dans les années 1990. Cette période fut marquée par une génération de joueuses talentueuses qui ont contribué à forger la réputation du club dans le basket féminin algérien. Ce palmarès demeure l’un des chapitres les plus marquants de l’histoire de la section féminine de l’USM Alger.
Lors de la saison 2016-2017, l’USM Alger a fait son retour en Super Division A après avoir terminé première des barrages d’accession. Le groupe était composé de l’ESB Ouargla, du MC Saïda et de l’OS Bordj Bou Arréridj. Sous la houlette du jeune entraîneur Reda Saiak, les Rouge et Noir ont dominé les barrages, décrochant leur retour dans l’élite quatre ans après leur relégation.

### Le retour de l’USM Alger sur le podium
Le 4 novembre 2018, Madar Holding nomme Saïd Allik président du Club Sportif Amateur (CSA) de l’USM Alger, alors qu’il occupait encore le poste de directeur sportif du CR Belouizdad. Cette décision suscite de vives critiques parmi les supporters de l’USMA, nombreux à s’opposer au retour d’Allik après ses 25 années de présidence, certains réclamant même sa démission. Malgré cette contestation, Allik refuse de se retirer
Le 20 décembre 2020, lors de l’assemblée générale élective, Allik est réélu pour un nouveau mandat olympique de quatre ans à la tête du CSA/USMA. Le mandat précédent s’était achevé avec une assemblée générale ordinaire, au cours de laquelle les bilans moral et financier avaient été approuvés à l’unanimité. Bien qu’il ait envisagé de se retirer de la scène sportive, Allik est convaincu de poursuivre son engagement, encouragé par les athlètes des différentes sections du club, notamment celle de basketball.
Le 10 juin 2023, l’USM Alger met fin à 54 ans de disette en remportant le Championnat d'Algérie de basket-ball au Palais des sports Hamou-Boutlélis d’Oran. L’équipe décroche le titre en battant le WO Boufarik lors de la dernière rencontre du tournoi des play-offs. Le directeur technique Khaled Berkani souligne l’importance de ce sacre : « Le mérite revient avant tout aux joueurs et à l’entraîneur, » déclare-t-il
Le 7 août 2023, le CSA dépose une demande auprès de l’Institut National Algérien de la Propriété Industrielle (INAPI) pour enregistrer un nouveau logo pour le club. Cette initiative vise à se conformer à une décision judiciaire imposant le retrait du symbole de la ville d’Alger du logo. Parallèlement, le président du CSA, Saïd Allik, dépose plainte contre la Société Sportive par Actions (SSPA), accusée d’utiliser ce qu’il qualifie de « faux » logo du club. La même année, l’USM Alger participe pour la première fois au Championnat arabe des clubs de basketball, organisé au Qatar. Le club renforce son effectif en recrutant le joueur américain George Williams,. L’USMA atteint les quarts de finale, où elle est éliminée par le club libanais Dynamo.
Le 5 février 2024, le Comité olympique et sportif algérien annonce que le joueur de l’USM Alger, Faredj Messaoudi, a signé un contrat professionnel avec une équipe de la Ligue japonaise de basketball 3x3, devenant ainsi le premier Algérien à passer professionnel dans cette discipline. Le 17 juillet 2024, l’USM Alger remporte la 53e édition de la Coupe d’Algérie de basketball en battant le WO Boufarik, double tenant du titre, sur le score de 71-69. Les « Rouge et Noir » parviennent ainsi à remporter leur première Coupe d’Algérie de basket-ball de l’histoire, après l’échec de leur première tentative qui remonte à l’édition 1989 face au MC Alger (66-77).

### Nouveau leadership, nouveaux défis, nouvelles opportunités
À la suite de la décision de Saïd Allik de ne pas briguer un nouveau mandat, une transition majeure s’est opérée au sein du Club Sportif Amateur (CSA) de l’USM Alger. Après plus de 30 ans à la tête du club, Allik a exprimé le souhait de passer le flambeau et de laisser place à une nouvelle direction. Le 18 septembre 2024, Djabrouni Fouad, membre de longue date de la section judo du club, a été élu nouveau président du CSA/USMA. Djabrouni a remporté l’élection avec 16 voix sur 24, devançant l’autre candidat, le trésorier Khebaz Hamid, qui a obtenu 7 voix,. Par ailleurs, le 31 janvier 2024, la Fédération algérienne de basket-ball (FABB) a annoncé la programmation du match de la Supercoupe d’Algérie de basketball. Cette rencontre, prévue le 11 février 2025 à la salle de La Coupole d’Alger, opposait le WO Boufarik, champion en titre de la Super Division, à l’USM Alger, vainqueur de la Coupe d’Algérie. Lors de ce match, le WO Boufarik s’est imposé face à l’USMA sur le score de 70-59.
Finaliste du championnat National 1 et de la Coupe d’Algérie, l’équipe féminine de basketball de l’USM Alger a néanmoins réalisé une belle saison 2025, confirmant son statut parmi les meilleures formations du pays. En National 1, l’USMA a cédé en finale face au champion en titre, le GS Cosider. Après une défaite à l’aller (57-67), l’équipe a de nouveau été battue lors du match retour, disputé à la salle OMS de Staouéli (48-66). Quelques jours plus tard, les filles de l’USMA ont disputé la finale de la Coupe d’Algérie face aux Marines de Hussein Dey. Dans une rencontre serrée, elles se sont inclinées 39-45. Malgré ces deux revers en finale, l’USM Alger a confirmé son rang parmi les meilleures équipes féminines de basketball en Algérie et ambitionnera de s’appuyer sur cette solide campagne pour les saisons à venir.
Tenante du titre en Coupe d’Algérie masculine, l’USM Alger n’a pas réussi à conserver son trophée, s’inclinant 59-46 face au nouveau champion d’Algérie 2025, le NB Staouéli, lors de la finale de la 54e édition de la Coupe d’Algérie 2024-2025. Malgré cette défaite, la jeune équipe de l’USMA, héritière d’une riche tradition dans le basketball national et sacrée en 2024, a montré des signes encourageants pour l’avenir. En pleine phase de reconstruction, le club s’est appuyé sur plusieurs espoirs prometteurs, dont le pivot de 2,16 m Faredj Messaoudi, fer de lance de l’équipe durant la rencontre. Le match, disputé dans une ambiance survoltée à la Coupole du Complexe olympique Mohamed-Boudiaf, a attiré une affluence record, les fidèles supporters de l’USMA ayant soutenu avec ferveur leur jeune formation tout au long de la rencontre,,

## Palmarès, bilan et récompenses

### Palmarès
| Hommes | Femmes |
| - Super Division (4) : - Champion : 1966, 1967, 1969, 2023 - Coupe d'Algérie (1) : - Vainqueur : 2024 - Finaliste : 1989, 1996, 2025 - Supercoupe d'Algérie : - Finaliste : 2025 | - National 1 (3) : - Champion : 1969, 1986, 1991 - Finaliste : 2025 - Coupe d'Algérie (2) : - Vainqueur : 1979, 1986 - Finaliste : 1984, 1990, 1991, 1993, 1994, 2025 |